# Novi Vrh
Novi Vrh je jednou z 21 vesnic, které tvoří občinu Apače ve Slovinsku. Ve vesnici v roce 2002 žilo 22 obyvatel.

## Poloha, popis
Rozkládá se v Pomurském regionu na severovýchodě Slovinska. Její rozloha je 0,38 km²[zdroj?] a rozkládá se v nadmořské výšce okolo 358 m. Vesnice je vzdálena zhruba 10 km západně od Apače, střediskové obce občiny.
Sousední vesnice jsou: Vratja vas na severu a na východě, Lokavec na jihovýchodě, Vratji Vrh na západě.